# Куп пет нација 1990.
Куп пет нација 1990. (службени назив: 1990 Five Nations Championship) је било 96. издање овог најелитнијег репрезентативног рагби такмичења Старог континента. а 61. издање Купа пет нација.
Гренд слем је освојила селекција Шкотске.

## Учесници
Напомена:
Северна Ирска и Република Ирска наступају заједно.
|   | Селекција                      | Стадион                             | Селектор                 |
| - | ------------------------------ | ----------------------------------- | ------------------------ |
| 1 | Рагби репрезентација Француске | Парк принчева, Париз (48 718)       | Жак Фури                 |
| 2 | Рагби репрезентација Енглеске  | Стадион Твикенам, Лондон (82 000)   | Џеф Как                  |
| 3 | Рагби репрезентација Шкотске   | Стадион Марифилд, Единбург (67 144) | Сер Роберт Ијан Макгикан |
| 4 | Рагби репрезентација Велса     | Кардиф армс парк, Кардиф (65 000)   | Рон Валдрон              |
| 5 | Рагби репрезентација Ирске     | Ленсдаун роуд, Даблин (48 000)      | Сиаран Фитсеџералд       |

## Такмичење

### Прво коло
Велс - Француска 19-29
Енглеска - Ирска 23-0

### Друго коло
Ирска - Шкотска 10-13
Француска - Енглеска 7-26

### Треће коло
Шкотска - Француска 21-0
Енглеска - Велс 34-6

### Четврто коло
Француска - Ирска 31-12
Велс - Шкотска 9-13

### Пето коло
Шкотска - Енглеска 13-7
Ирска - Велс 14-8

## Табела
|   | Селекција                      | ИГ | Д | Н | И | ПД | ПП | ПР  | Б |  |
| - | ------------------------------ | -- | - | - | - | -- | -- | --- | - |  |
| 1 | Рагби репрезентација Шкотске   | 4  | 4 | 0 | 0 | 60 | 26 | +34 | 8 |  |
| 2 | Рагби репрезентација Енглеске  | 4  | 3 | 0 | 1 | 90 | 26 | +64 | 6 |  |
| 3 | Рагби репрезентација Француске | 4  | 2 | 0 | 2 | 67 | 78 | -11 | 4 |  |
| 4 | Рагби репрезентација Ирске     | 4  | 1 | 0 | 3 | 36 | 75 | -39 | 2 |  |
| 5 | Рагби репрезентација Велса     | 4  | 0 | 0 | 4 | 42 | 90 | -48 | 0 |  |

| Победник Купа пет нација 1990.                                  |
| --------------------------------------------------------------- |
| Рагби репрезентација Шкотске 14. титула првака Европе у рагбију |

## Индивидуална стастика
Највише поена
- Симон Хоџиксон 42, Енглеска

Највише есеја
- Патрис Лагисквет 3, Француска